# Челноков, Александр Александрович
Александр Александрович Челноков (1900, посёлок Зыряновского рудника, Змеиногорский уезд, Томская губерния, Российская империя — ?) — советский государственный деятель, председатель Сахалинского облисполкома (1933).

## Биография
В 1929—1931 гг. проходил обучение в Дальневосточном государственном университете и Институте народного хозяйства.
- 1923—1926 гг. — председатель исполнительного комитета Владивостокского уездного совета,
- 1926 г. — секретарь, заведующий Владивостокским губернским организационным отделом,
- 1926—1929 гг. — заведующий Владивостокским окружным организационным отделом, председатель Владивостокской окружной плановой комиссии, заведующий Экономическим отделом Дальне-Восточного краевого Совета профсоюзов,
- май-ноябрь 1932 г. — председатель исполнительного комитета Сахалинского окружного Совета,
- 1932—1933 гг. — председатель Организационного комитета Исполнительного комитета Дальневосточного краевого Совета по Сахалинской области,
- январь-сентябрь 1933 г. — председатель исполнительного комитета Сахалинского областного совета.